# Dohrniphora rhinotermitis
Dohrniphora rhinotermitis är en tvåvingeart som beskrevs av Schmitz och Mjoberg 1924. Dohrniphora rhinotermitis ingår i släktet Dohrniphora och familjen puckelflugor. Inga underarter finns listade i Catalogue of Life.